# Зоря (газета, Золочів)
«Зоря́» — міжрайонна громадсько-політична газета територіальної громади Золочівського району. Виходить один раз на тиждень по суботах. Реєстраційне свідоцтвоХК № 719 від 16 травня 2000 року. Об'єм 8 друкованих аркушів формату A3.
Розповсюджується по території Золочівського, Богодухівського, Краснокутського і Дергачівського районів. Передплатити можна лише на території вищезазначених районів.

## Галерея

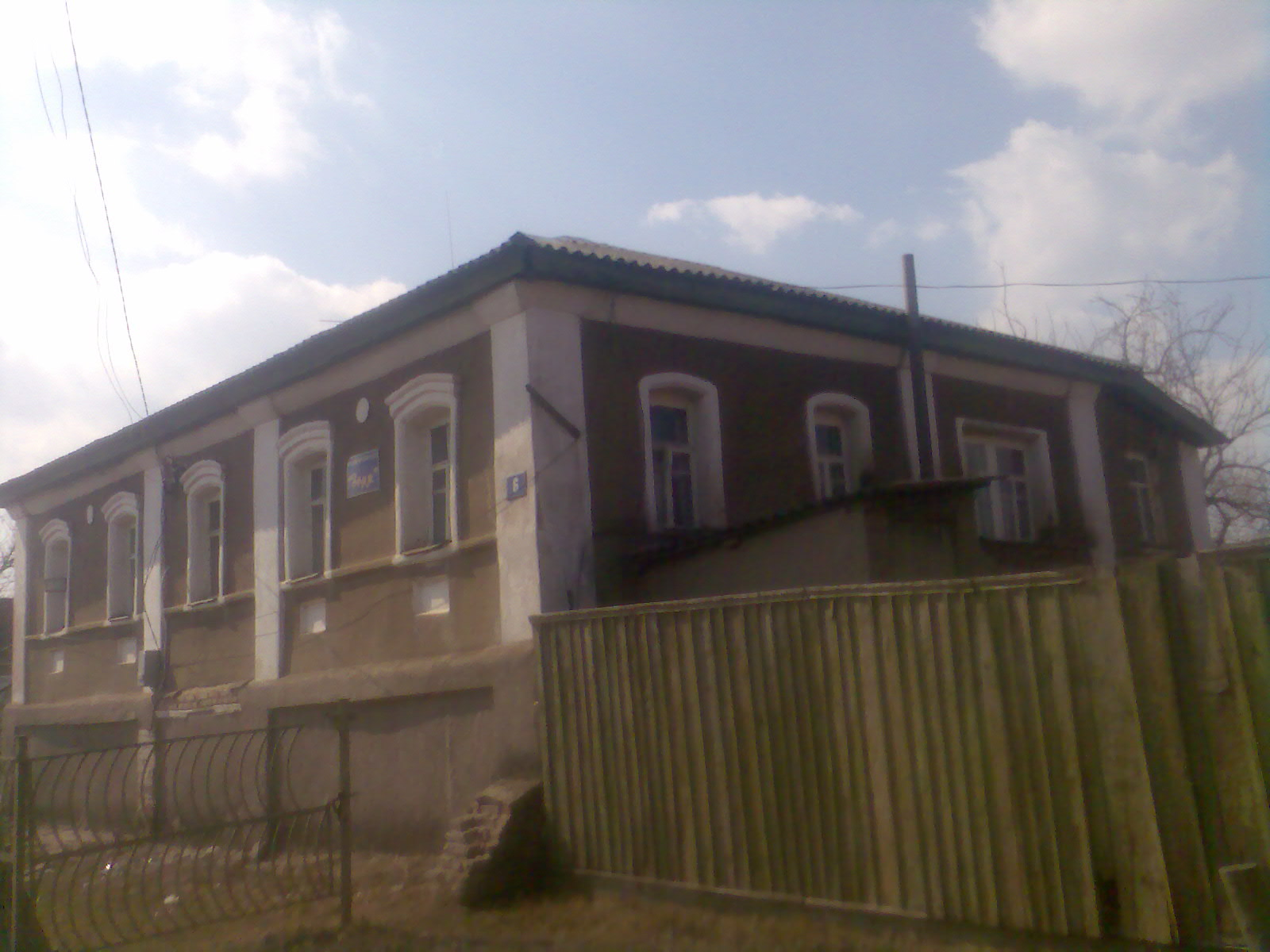
Редакція газети